# Anna Kareninová
Anna Kareninová, nebo také Anna Karenina (rusky Анна Каренина) je román Lva Nikolajeviče Tolstého poprvé vydaný na pokračování v letech 1873 až 1877, tedy krátce po návratu z Evropy a svatbě s jeho ženou.
V románu se proplétají dva hlavní příběhy: tragický, beznadějný osud Anny, jejího muže i milence a nalezení životního štěstí a pravdy ve vztahu mezi Levinem a Kitty. Děj se odehrává v převratné době, kdy do carského Ruska pronikala spolu s železnicí průmyslová revoluce. Autor si přitom všímá dopadů do společnosti, reakcí tehdejších lidí, přínosů i ztrát. V knize nalezneme pro Tolstého typické zamýšlení se nad mentalitou ruských mužiků, aristokratickou společností, vztahem mezi muži a ženami, dobrem, pravdou i hledáním víry. Těžiště knihy není ve vlastním ději, ale v fascinujícím popisu vnitřního světa jednotlivých postav.
Tolstoj v tomto díle zkoumá společnost nahlížením do lidských vztahů a do nitra člověka samotného. Odhaluje proměnlivost člověka, touhu po štěstí a úsilí o mravní sebezdokonalení. V hlavních postavách probíhá proces uvědomování si sama sebe, jsme svědky jejich ztroskotání, která je vedou k životní zralosti a zmoudření. Celkovým tragickým laděním románu, objektivním způsobem vyprávění a využíváním symbolických motivů, které vyvolávají úzkost a nepokoj, vyjadřuje autor nesouhlas s buržoazním vývojem Ruska.
Román bývá srovnáván s podobně laděným příběhem, a sice s Paní Bovaryovou od Gustava Flauberta, ale zobrazuje jiný typ „nevěrné ženy“. Anna není natolik romanticky laděná, v mimomanželských vztazích nehledá chybějící romantično, ale jen jedinou lásku k osudovému muži, na rozdíl od Emmy Bovaryové ctí morální hodnoty a je láskyplnou matkou.

## Jazyk
- jazyk: spisovný, knižní, v originále přístupný i pro mírně pokročilé
- slovní zásoba: slova stylově neutrální i zabarvená
- figury: řečnické otázky
- jazykové postupy: styl vyprávěcí, popisný, charakterizační i úvahový, monology, dialogy, přímá řeč postav, přirovnání
- pojmenování nepřímá: metafora, metonymie, hyperbola

## Děj
Anna Kareninová, aristokratka, manželka státního úředníka, dá přednost opravdovému citu a upřímnosti před společenskými konvencemi. Je milující matkou syna s morálními hodnotami, v manželství se však dopustí nevěry kvůli osudové lásce. Její jednání je společností odsouzeno a přivádí ji do bezvýchodné situace. Beznaděj a rozvrat jejího duchovního světa se postupně prohlubují do té míry, že skončí kvůli bezvýznamnému popudu svůj život sebevraždou.
Milostný příběh Anny Kareninové se odvíjí na historickém pozadí společenského života ruské aristokracie s její poněkud pokryteckou morálkou. Smysl lásky a rodiny v lidském životě, hledání východiska z mravní společenské krize představuje autor na třech příkladech: na rodinných vztazích Kareninových, Oblonských a Levinových. Tři roviny příběhu se navzájem prolínají a vyúsťují do zlomových situací. Anna řeší svůj rozchod se společností a ztrátu Vronského lásky sebevraždou, Dolly Oblonská se s konvenčním vztahem v manželství smíří kvůli dětem. Na příkladu vztahů Levinových autor popisuje svou představu téměř ideálního vztahu.
Román začíná líčením rodinné krize manželů Oblonských. Dolly Oblonská zjistí, že její manžel udržuje intimní korespondenci s bývalou vychovatelkou dětí, a chce ho proto opustit. Stěpan Oblonskij si je této chyby vědom a snaží se situaci vyřešit tím, že povolá z Petrohradu svou sestru Annu Kareninovou, aby je opět smířila. Dolly seznámí Annu se svou mladší sestrou Kitty Ščerbackou. Kitty si má v této době vybrat ženicha. Zajímají se o ni dva muži: mladý atraktivní důstojník Vronskij a dlouholetý rodinný přítel Konstantin Levin (má mnoho společného s L. N. Tolstým), který ji hluboce miluje. Kitty se ale rozhodne pro Vronského. Vronskij ovšem neměl nikdy v úmyslu si Kitty vzít. Když krátce na to potká na plese v Moskvě Annu Kareninovou, zamiluje se do ní a protančí s ní celý večer. Zdrcená Kitty odjíždí do ciziny, kde si postupně vybuduje nový žebříček hodnot.
Během opojení na plese si Anna uvědomí, co způsobila, a rozhodne se vrátit do Petrohradu k manželovi, kterého nemiluje, a k synovi Serjožovi. Odjíždí ze strachu, aby se do Vronského nezamilovala. Ten ji však pronásleduje a Anna podléhá citům. Celý tento vztah ji postupně ničí. Anna nedovede být pokrytecká, nedovede lhát a přetvařovat se a svůj poměr nechce tajit. Proto ji společnost přísně odsuzuje. Když Anna zjistí, že je s milencem těhotná, řekne vše manželovi a opustí jej. Tím se však musí vzdát svého syna Sergeje. Po těžkém porodu dcerky odjíždí s Vronským do ciziny.
Po návratu z ciziny si postupně Kitty začne vyčítat, že odmítla Levina, protože si uvědomí, že on je ten, koho doopravdy miluje. Díky Stěpanovi se opět setkává s Levinem, který se jí dosud vyhýbal. Levin ji zvláštním způsobem znovu požádá o ruku (jeden z autobiografických prvků), což Kitty nadšeně přijme a po svatbě spolu žijí na Levinově venkovské usedlosti.
Kareninovi stále nejsou rozvedeni. Mezi Vronským a Annou dochází k častým hádkám. Anna má špatné svědomí a trpí odloučením od syna a vyloučením ze společnosti. V důsledku hluboké frustrace začne na Vronského bezdůvodně žárlit. I když Vronský Annu velmi miluje, cítí se být vázán a těžko tuto situaci zvládá. Proto se Anně raději vyhýbá. Jednoho dne, po další hádce s Vronským, její zoufalství vrcholí. Uvědomuje si bezvýchodnost své situace. Vydá se za Vronským, který odjel k matce. Na nádraží se nešťastnou náhodou dozví, že u jeho matky je zároveň i dívka jevící o Vronského zájem. Tento poslední impuls způsobí zlom v její rozvrácené psychice a Anna skočí pod vlak, který právě projíždí kolem. Dřív, než ji vlak stihne usmrtit, si uvědomí, co udělala, a pokusí se ještě uniknout.
Když se Vronský dozví o její sebevraždě, ztrácí smysl svého života a nastupuje jako dobrovolník do války proti Turkům v Srbsku.

## Postavy

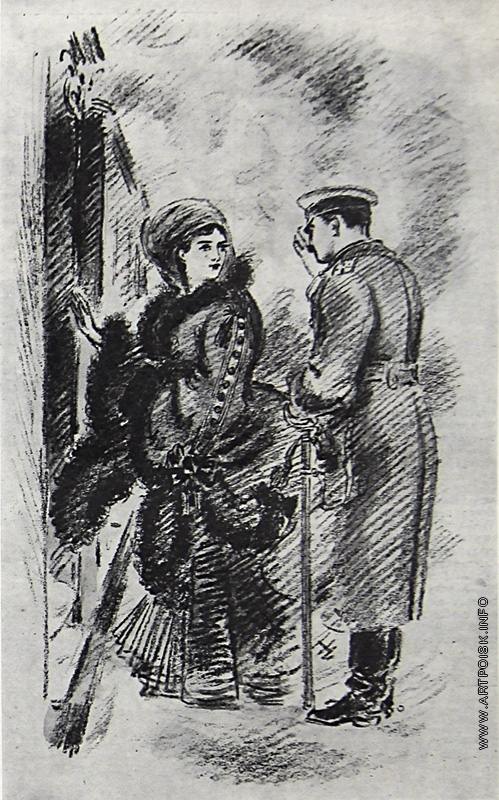
Nikolaj Tyrsa (1887–1942): ilustrace k románu (Anna Karenina a Vronskij)

Všechny hlavní postavy se během celého díla opakovaně potkávají, řeší spolu krizové situace a jsou spolu navzájem spojeny rozličnými vztahy.
- Anna Arkaďjevna Kareninová dosud byla celý svůj život podřízena společenským konvencím. Zpočátku se s ní seznamujeme jako s energickou, sebevědomou ženou, plnou síly, oslňující krásou, moudrostí i elegancí. Postupně, jak se proti své vůli zapletla s Vronským, se jí začalo hnusit postavení nevěrné ženy, která vlastnímu muži lže, a přitom se tajně schází s jiným. Touží po oficiálním svazku, po vyřčení pravdy. Karenin je však i poté, co se mu Anna sama svěří se svou nevěrou a přizná se mu jak k lásce k Vronskému, tak k nenávisti, již cítí vůči němu samotnému, ochoten pro záchranu pověsti dále setrvat v manželském svazku. Anna ale touží žít opravdový život místo nenáviděné frašky, kterou je pro ni vlastní manželství, kde se cítí seškrcena. Obviňuje Karenina, že „dusil vše, co v ní bylo krásné“. Postupně ztrácí půdu pod nohama, její okouzlující osobnost se vytrácí a jak se přibližuje její osud, začne se chovat iracionálně a zoufale.

- Alexej Alexandrovič Karenin ztělesňuje chladného úředníka žijícího podle svých právních a mravních zásad, lpí na své práci, kterou považuje za poslání a na svých konzervativních představách. Je schopen udělat cokoli, aby nebyla poskvrněna jeho dobrá pověst a dobré jméno rodiny. Po otevřeném přiznání Anny ji začne nenávidět. Když se ale zdá, že po porodu nemanželské dcery Anna umírá, usmíří se spolu. Po jejím uzdravení se ale nemůže dívat na Annu, jak se bez Vronského trápí a nechá ji s ním odejít a je nakonec ochoten i k rozvodu. Později jej začne ovlivňovat starší, bigotní aristokratka a naděje na urovnání s Annou se vytrácí.

- Alexej Vronskij urozený, bohatý, oslňující, inteligentní a odvážný důstojník se stane milencem Anny Kareninové. Zpočátku nezodpovědný v lásce i financích, později zcela pohlcen nešťastným citem k Anně. Velmi si cení názoru přátel, zvláště těch z řad vojenských důstojníků, na jeho činy a vztah k Anně Kareninové. Trpí Anninou žárlivostí plynoucí z jejích paranoidních představ. Po její sebevraždě, za kterou se cítí odpovědný, je velice zdrcen a dobrovolně se přihlásí do války.

- Stěpan Arkaďjič Oblonskij bratr Anny a švagr Kitty, je povrchní a do značné míry lhostejný ke všemu, co mu nemůže přinést nějaký prospěch či užitek. Je veselý, oblíbený (zvláště v ženské polovině společnosti) a velmi hrdý.

- Darja Alexandrovna Oblonská (Dolly) Stěpanova žena, je pomalu odkvétající, mírnou ženou v domácnosti. Nic jí není přednější než řádná výchova dětí a klidný, láskou překypující domov.

- Konstantin Dmitrič Levin jako jediný z mužských postav dává přednost venkovu a dokonalému manželství. U této postavy se setkáváme s autobiografickými prvky. Autor mu přisoudil své životní zkušenosti a konzervativní a zároveň demokratické názory. Právě jeho ústy je v knize popsána spousta přírodních jevů, přírodní krásy, ale také složitosti i poezie venkovského hospodářství. Je spíše uzavřený, zajímající se o otázky ruské mentality, tradic, vztahu k západní společnosti i technickému pokroku. Jeho postoj k revolučním náladám je možno sledovat na příběhu odrodilého bratra. Zpočátku nevěřící, postupně ale nachází svůj osobitý obraz Boha.

- Jekatěrina Alexandrovna Ščerbacká (Kitty), sestra Dolly, je romantická, krásná mladá dívka, která se ráda baví a má úspěch ve společnosti. Po zradě Alexeje Vronského se uzavírá do sebe. Lékaři ji v domnění, že onemocněla, poslali do zahraničí do lázní. Tady se chtěla stát upřímnou opatrovnicí všech nemocných, ale pochopila, že to, co opravdu chce a po čem touží, je láska milovaného muže. Vrátí se tedy zpět do Ruska a přijímá nabídku k sňatku od Konstantina Levina, kterého již jednou odmítla kvůli Vronskému. Svým způsobem je opakem poněkud emancipované Anny – do značné míry submisivní, domácká, mírná, ne příliš vzdělaná, později přirozeně stmelující rodinu pomocí lásky, víry a pravdivosti.

## Filmové adaptace
- 1914: Anna Karenina, ruská adaptace. Režie: Vladimir Gardin
- 1915: Anna Karenina, americký film. Režie: J. Gordon Edwards. Hrají: dánská herečka Betty Nansen (němý film)
- 1927: Love, americký film. Režie: Edmund Goulding. Hrají: Greta Garbo. V této verzi jsou výrazné změny děje a má dva konce, jeden šťastný pro americké publikum
- 1935: Anna Karenina, americký film. Režie: Clarence Brown. Hrají: Greta Garbo, Fredric March, Maureen O'Sullivanová, May Robson. Nejslavnější a kritiky nejuznávanější verze
- 1948: Anna Karenina, anglický film. Režie: Julien Duvivier. Hrají: Vivien Leighová, Ralph Richardson, Niall MacGinnis, Michael Gough, Martita Hunt
- 1953: Anna Karenina, ruská adaptace. Režie: Tatyana Lukashevich
- 1960: Nahr al-Hob (River of Love), egyptský film. Režie: Ezzel Dine Zulficar
- 1961: Anna Karenina, anglický televizní film. Režie: Rudolph Cartier. Hrají: Sean Connery, Claire Bloomová
- 1967: Anna Kareninová, ruský film. Režie: Alexandr Zarchy. Hrají: Taťjana Samojlova, Nikolaj Gricenko, Jurij Jakovlev
- 1974: Anna Karenina, ruská adaptace. Režie: Margarita Pilikhina
- 1985: Anna Karenina, americký televizní film. Režie: Simon Langton. Hrají: Jacqueline Bisset, Christopher Reeve, Paul Scofield, Ian Ogilvy, Anna Masseyová
- 1997: Anna Kareninová, americký film. Režie: Bernard Rose. Hrají: Sophie Marceau, Sean Bean, Alfred Molina, Mia Kirshnerová, James Fox, Fiona Shaw, Danny Huston. První americká adaptace točená v Rusku
- 2000: Anna Karenina, anglický televizní seriál. Režie: David Blair. Hrají: Helen McCroryová, Kevin McKidd, Douglas Henshall, Mark Strong, Paul Rhys
- 2012: Anna Karenina, britská adaptace. Režie: Joe Wright. Hrají: Keira Knightleyová, Jude Law, Aaron Taylor-Johnson, Kelly Macdonaldová

## Hudební adaptace
- Anna Karenina, opera Jenő Hubaye z roku 1923.
- Anna Kareninová, opera Emila Hlobila z roku 1963.
- Anna Karenina, neprovedená opera Julije Mejtuse z roku 1970.
- Anna Karenina, balet Rodiona Ščedrina z roku 1972.
- Anna Karenina, opera Iaina Hamiltona z roku 1978.
- Anna Karenina, muzikál amerických autorů Petera Kellogga (hudba) a Davida Levina (libreto), poprvé uveden v roce 1992.
- Anna Karenina, muzikál maďarských autorů Tibora Kocsáka (hudba) a Tibora Miklóse (libreto), poprvé uveden v roce 1994.
- Anna Karenina, opera Davida Carlsona z roku 2007.

## Online dostupné dílo
- TOLSTOJ, Lev Nikolajevič. Anna Karenina. Překlad Jaromír Hrubý. 3. vyd. Svazek Díl 1. Praha: J. Otto, 1896. 291 s. Dostupné online.
- TOLSTOJ, Lev Nikolajevič. Anna Karenina. Překlad Jaromír Hrubý. 3. vyd. Svazek Díl 3. Praha: J. Otto, 1896. 326 s. Dostupné online.